# Júlio Delgado
Júlio César Delgado (Juiz de Fora, 18 de novembro de 1966) é um advogado e político brasileiro.
Exerce o cargo de deputado federal — seguindo os passos do pai, Tarcísio Delgado, que foi deputado, além de prefeito por três mandatos. 
Casado com Luciana Moreira Borges, Júlio Delgado é pai de Matheus e de Vinícius.
Formou-se em 1990 no curso de Direito pela UFJF. Após graduado, trabalhou como assessor parlamentar na Câmara dos Deputados até que em 1994 concorreu pela primeira vez à Câmara Baixa, sem obter sucesso. No mesmo ano, foi convidado para assumir o cargo de Secretário-Adjunto da Secretaria do Trabalho e Assistência Social do Estado de Minas Gerais. Em 1999, foi chamado para exercer o mandato pela primeira vez como suplente. Em 2002, venceu pela primeira vez a disputa pela Câmara Federal pelo PPS. Tornou-se líder da bancada, mas, devido à divergência com a postura oposicionista então tomada por Roberto Freire, presidente do partido, migrou para o PSB, seguindo o ex-deputado Ciro Gomes e outros parlamentares. 
Em 2006 e 2010 foi reeleito já pelo novo partido. 
Em 2006, declarou apoio à candidatura de Geraldo Alckmin (PSDB) no segundo turno das eleições. Já em 2010, adotou uma postura mais neutra, não declarando apoio a nenhum dos candidatos. 
Júlio foi o relator do processo que resultou na cassação do então deputado federal José Dirceu. Foi membro da CPI dos Sanguessugas e um de seus sub-relatores.
Enquanto exercia a 4ª Secretaria da Mesa Diretora da Câmara dos Deputados, se lançou candidato à presidência da Casa, quando foi derrotado por Henrique Eduardo Alves (PMDB-RN), obtendo 165 votos.
Foi reeleito deputado federal em 2014, para a 55.ª legislatura (2015-2019). Em 2015, disputou a presidência da casa, obtendo 100 votos, sendo derrotado por Eduardo Cunha e Arlindo Chinaglia.
Votou a favor do Processo de impeachment de Dilma Rousseff. Já no Governo Michel Temer, votou contra a PEC do Teto dos Gastos Públicos. Em abril de 2017 foi contrário à Reforma Trabalhista.  Em agosto de 2017 votou a favor do processo em que se pedia abertura de investigação do então presidente Michel Temer.
Reeleito deputado federal em 2018, não conseguiu se reeleger em 2022, já membro do Partido Verde (PV). Se filiou ao MDB em 2024, tornando-se candidato à Prefeitura de Juiz de Fora nas eleições desse ano, tendo como vice Débora Lovisi, do PSDB. 